# Королева сахарных плантаций
«Королева сахарных плантаций» (англ. Queen Sugar) — американский драматический телесериал, созданный Авой Дюверней и Опрой Уинфри, который стартовал на Oprah Winfrey Network 6 сентября 2016 года. 1 августа 2016 года, за месяц до премьеры, сериал был продлен на второй сезон.
Сериал основан на одноимённом романе Натали Басзил. В центре сюжета находятся сёстры Борделон, Нова (Рутина Уэсли) — журналист и видный активист Нового Орлеана, и Чарли (Дон-Лиэн Гарднер), которая возвращается в Новый Орлеан из Лос-Анджелеса вместе с сыном-подростком, оставляя привычную жизнь, чтобы унаследовать от недавно умершего отца плантацию в 800 акров сахарного тростника.
Премьера седьмого сезона состоится 6 сентября 2022 года

## Производство

### Разработка
Сериал был создан режиссёром фильма «Сельма» Авой Дюверней при участии Опры Уинфри, сыгравшей в нём роль второго плана. Дюверней, прочитав книгу, загорелась идеей создать сериал о взаимодействии современной темнокожей женщины со своими корнями, семьей и культурой. 2 февраля 2015 года было объявлено, что канал Уинфри Oprah Winfrey Network заказал съёмки сериала, сценаристом и режиссёром которого выступит Дюверней. Съемочный процесс планировался к старту осенью 2015 года, но позже был перенесен на февраль 2016 года. Съемки проходят в Луизиане и Лос-Анджелесе. Исполнительными продюсерами сериала являются Дюверней и Уинфри, которая будет также играть второстепенную роль. Сериал таким образом станет первым проектом канала OWN, где Уинфри будет участвовать как актриса, а также первым оригинальным сериалом, не считая посредственные мыльные оперы Тайлера Перри («Имущие и неимущие» и «Если любить тебя неправильно»).

### Кастинг
13 января 2016 года было объявлено, что Рутина Уэсли будет исполнять ведущую роль журналистки и политической активистки. 27 января было объявлено, что Дон-Лиэн Гарднер, Кофи Сирибо и Омар Джей Дорси присоединились к сериалу в трех основных ролях. В тот же день Дюверней объявила, что сериал будут снимать только женщины-режиссёры. 1 февраля было объявлено, что лауреат «Эмми» Глинн Тёрмен сыграет отца семейства, который умирает в начале сериала. 16 февраля к сериалу присоединились Тина Лиффорд, Дондре Уитфилд, Тимон Кайл Дарретт и Николас Л. Эш в регулярных ролях. 23 февраля Бьянка Лоусон и Грег Воган были наняты на финальные регулярные роли, в то время как Генри Дж. Сандерс присоединился к шоу в периодической. Также было объявлено, что Уинфри не будет участвовать в сериале как актриса, оставаясь исполнительным продюсером.

## Актёры и персонажи
- Рутина Уэсли в роли Новы Борделон, главы семейства и грозной политической активистки Нового Орлеана
- Дон-Лиэн Гарднер в роли Чарли Борделон Уэст, младшей сестры Новы, которая возвращается в город из Лос-Анджелеса
- Тина Лиффорд в роли Вайолет Борделон, тети сестер Борделон, которая состоит в отношениях с мужчиной намного моложе себя
- Кофи Сирибо в роли Ральфа Энджело Борделона, младшего брата сестер
- Бьянка Лоусон в роли Дарлы, бывшей девушки Ральфа и матери его ребёнка, которая в настоящее время борется с наркозависимостью
- Омар Джей Дорси в роли Холливуда Дисонира, молодого бойфренда Вайолет
- Дондре Уитфилд в роли Реми Неуэлла, специалиста на плантации и друга семьи
- Грег Воган в роли Кэлвина, белого полицейского и давнего возлюбленного Новы, который женат
- Тимон Кайл Дарретт в роли Дэвиса Уэста, баскетболиста и мужа Чарли, втянутого в публичный скандал
- Николас Л. Эш в роли Мика Уэста, сына Чарли и Дэвиса
- Этан Хэтчисон в роли Блу Борделона, сына Ральфа и Дарлы